# Meienried
Meienried – gmina (niem. Einwohnergemeinde) w Szwajcarii, w kantonie Berno, w regionie administracyjnym Seeland, w okręgu Seeland. Leży nad Kanałemm Nidau-Büren.

## Demografia
W Meienriedzie mieszkają 53 osoby. W 2020 roku 5,7% populacji gminy stanowiły osoby urodzone poza Szwajcarią.